# فقر الدم الانحلالي باعتلال الأوعية الدقيقة
فقر الدم الانحلالي باعتلال الأوعية الدقيقة (بالإنجليزية: Microangiopathic hemolytic anemia)‏ هو مجموعة ثانوية لمرض فقر الدم الانحلالي يتميز باعتلال أوعية دقيقة سببه عوامل داخل الأوعية الدموية الصغيرة. يتميز هذا المرض بفقر الدم وفصيمات كروية تظهر تحت المجهر عند فحص شريحة دم.